# Stroncij
Stróncij je kemični element s simbolom Sr in vrstnim številom 38. Stroncij je mehka srebrnkasto-bela ali rumenkasta kovina, ki je kemijsko zelo reaktivna. Na zraku porumeni, pojavlja pa se v celestinu in stroncijanitu. Sr-90 je prisoten v radioaktivnih odpadkih in ima razpolovno dobo okoli 28 let.